# نهائي كأس إفريقيا للأندية البطلة 1972
نهائي كأس أفريقيا للأندية البطلة 1972 هي النسخة 8 من دوري أبطال أفريقيا . توج هافيا كوناكرى الغيني بالكأس على حساب نادي سيمبا الأوغندي .

## الفرق
- هافيا كوناكري ( غينيا)
- نادي سيمبا ( أوغندا)

## النهائي

### الذهاب
| هافيا كوناكري | 4–2   | سيمبا |
| ------------- | ----- | ----- |
|               | تقرير |       |

### الإياب
| سيمبا | 2–3   | هافيا كوناكري |
| ----- | ----- | ------------- |
|       | تقرير |               |